# Коноваловский
Конова́ловский — хутор в Верхнедонском районе Ростовской области.
Входит в состав Мещеряковского сельского поселения.

## Население
| 1989 | 2002 | 2010 |
| ---- | ---- | ---- |
| 349  | ↘297 | ↘230 |

## Улицы
- ул. Коноваловская
- ул. Молодёжная
- ул. Центральная